# Fiji i olympiska sommarspelen 2012
Fiji deltog i de olympiska sommarspelen 2012 som ägde rum i London i Storbritannien mellan den 27 juli och den 12 augusti 2012.

## Bågskytte
- Huvudartikel: Bågskytte vid olympiska sommarspelen 2012

Herrar
| Bågskytt     | Gren                   | Ranking-runda | Ranking-runda | 32-delsfinal        | Sextondelsfinal   | Åttondelsfinal    | Kvartsfinal       | Semifinal         | Final             | Final           |
| Bågskytt     | Gren                   | Poäng         | Seedning      | Motståndare Poäng   | Motståndare Poäng | Motståndare Poäng | Motståndare Poäng | Motståndare Poäng | Motståndare Poäng | Placering       |
| ------------ | ---------------------- | ------------- | ------------- | ------------------- | ----------------- | ----------------- | ----------------- | ----------------- | ----------------- | --------------- |
| Robert Elder | Herrarnas individuella | 615           | 63            | Kim B-M (KOR) L 4–6 | Did not advance   | Did not advance   | Did not advance   | Did not advance   | Did not advance   | Did not advance |

## Friidrott
- Huvudartikel: Friidrott vid olympiska sommarspelen 2012

Herrar
Fältgrenar
| Idrottare       | Gren          | Kval     | Kval      | Final            | Final            |
| Idrottare       | Gren          | Längd    | Placering | Längd            | Placering        |
| --------------- | ------------- | -------- | --------- | ---------------- | ---------------- |
| Leslie Copeland | Spjutkastning | 80.19 SB | 13        | Gick inte vidare | Gick inte vidare |

Damer
Bana och väg
| Idrottare        | Event | Heat     | Heat      | Kvartsfinal      | Kvartsfinal      | Semifinal        | Semifinal        | Final            | Final            |
| Idrottare        | Event | Resultat | Placering | Resultat         | Placering        | Resultat         | Placering        | Resultat         | Placering        |
| ---------------- | ----- | -------- | --------- | ---------------- | ---------------- | ---------------- | ---------------- | ---------------- | ---------------- |
| Danielle Alakija | 400 m | 56.77    | 6         | Gick inte vidare | Gick inte vidare | Gick inte vidare | Gick inte vidare | Gick inte vidare | Gick inte vidare |

## Judo
- Huvudartikel: Judo vid olympiska sommarspelen 2012

Herrar
| Idrottare      | Gren                     | 32-delsfinal         | Sextondelsfinal              | Åttondelsfinal       | Kvartsfinal          | Semifinal            | Återkval             | Bronsmatch           | Final                | Final            |
| Idrottare      | Gren                     | Motståndare Resultat | Motståndare Resultat         | Motståndare Resultat | Motståndare Resultat | Motståndare Resultat | Motståndare Resultat | Motståndare Resultat | Motståndare Resultat | Placering        |
| -------------- | ------------------------ | -------------------- | ---------------------------- | -------------------- | -------------------- | -------------------- | -------------------- | -------------------- | -------------------- | ---------------- |
| Josateki Naulu | Halv mellanvikt (-81 kg) | Bye                  | Mrvaljević (MNE) L 0003–0111 | Gick inte vidare     | Gick inte vidare     | Gick inte vidare     | Gick inte vidare     | Gick inte vidare     | Gick inte vidare     | Gick inte vidare |

## Skytte
- Huvudartikel: Skytte vid olympiska sommarspelen 2012

## Simning
- Huvudartikel: Simning vid olympiska sommarspelen 2012

## Tyngdlyftning
- Huvudartikel: Tyngdlyftning vid olympiska sommarspelen 2012